# Palazzo Montecatini (Ferrara)
Palazzo Montecatini, anche noto come palazzo Montecatino, è un edificio di origine rinascimentale che si trova a Ferrara in via Contrari. Prende il nome dai conti Montecatini, si trova in centro cittadino, a breve distanza dal palazzo Contrari. La via sulla quale si trova è una parallela di via Mazzini, un tempo principale arteria del ghetto ebraico cittadino.

## Storia
Venne edificato all'incrocio tra via Romei e via Contrari nel 1574 dall'avvocato Gianfrancesco Calcagni, originario di Correggio, che si era trasferito in città. Vari anni dopo la sua costruzione entrò tra le proprietà della famiglia Montecatini. Uno dei più illustri rappresentanti della casata fu Antonio Montecatini, segretario e consigliere di Alfonso II d'Este, che visse nel palazzo e fu docente nell'ateneo di Ferrara. In tempi successivi divenne proprietà delle famiglie Nagliati e Lovetti. Rimase poi a lungo semiabbandonato e venne utilizzato anche come stalla.
Nel XIX secolo il grande cortile del palazzo fu utilizzato per un piccolo teatro in legno che divenne abbastanza noto per le sue rappresentazioni dialettali e con marionette.
Sino a quando a Ferrara fu in funzione il ghetto cittadino una delle sue porte, che veniva chiusa nelle ore notturne, si trovava esattamente all'angolo opposto dell'incrocio, da dove inizia via Vignatagliata.

## Descrizione
L'aspetto dell'edificio è monumentale, e il suo angolo tra le vie Romei e Contrari è caratterizzato, al piano nobile, da un balcone che si affaccia su entrambe le strade.
Sembra possibile che alla sua facciata e ai suoi interni abbia lavorato anche Girolamo da Carpi.
Il cortile, molto ampio, conserva la struttura di un antico pozzo del XVI secolo che attingeva, in origine, ad una cisterna sottostante. Pietro Poppi lo ha fotografato verso la fine del XIX secolo.